# Amazona de la Hispaniola
L'amazona de la Hispaniola (Amazona ventralis) és una espècie d'ocell de la família dels psitàcids que habita zones boscoses i conreus de la Hispaniola, la Gonâve i altres illes properes més petites.